# HMS 인빈서블 (R05)
HMS 인빈서블은 영국 해군의 경항공모함이다. 3척의 인빈서블급 중에 첫 번째에 제작된 항공모함으로, 현재는 퇴역했다. 승무원들은 배를 Vince라는 애칭으로 불렀다.

## 개발

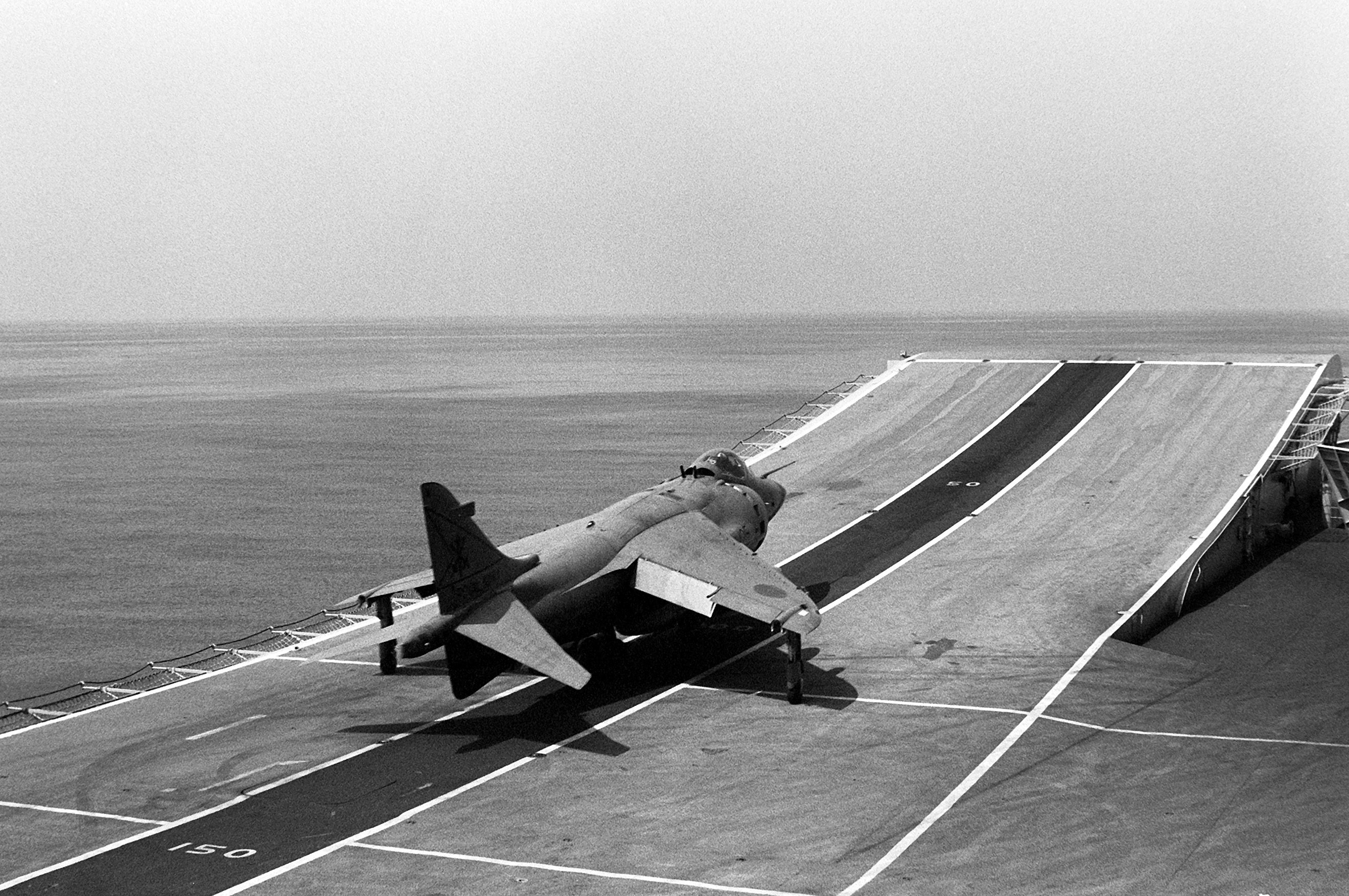
HMS 인빈서블 항공모함의 시해리어 FRS1

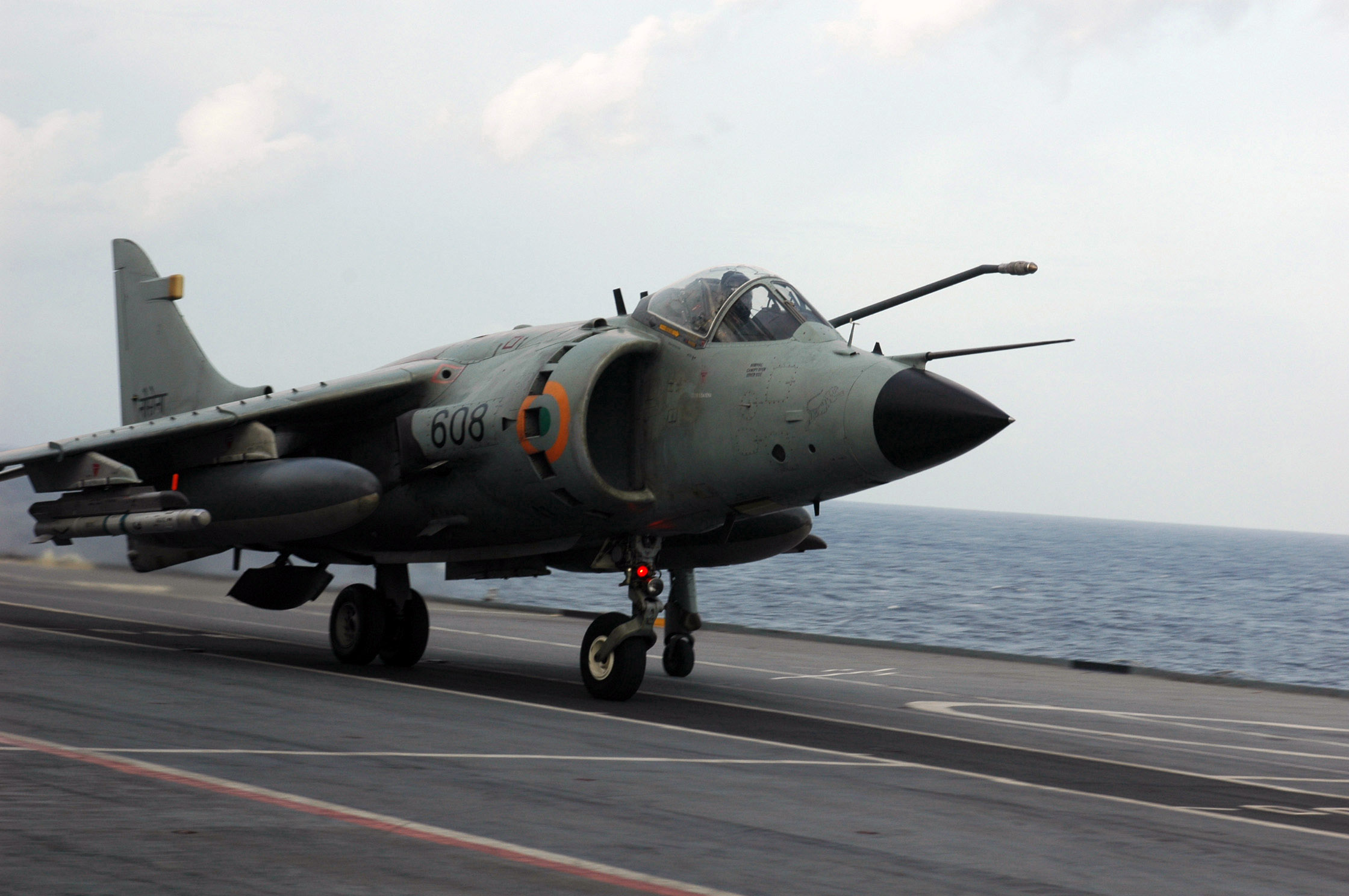
인도 해군의 INS 비라트 항공모함에서 이륙중인 시해리어 FRS51

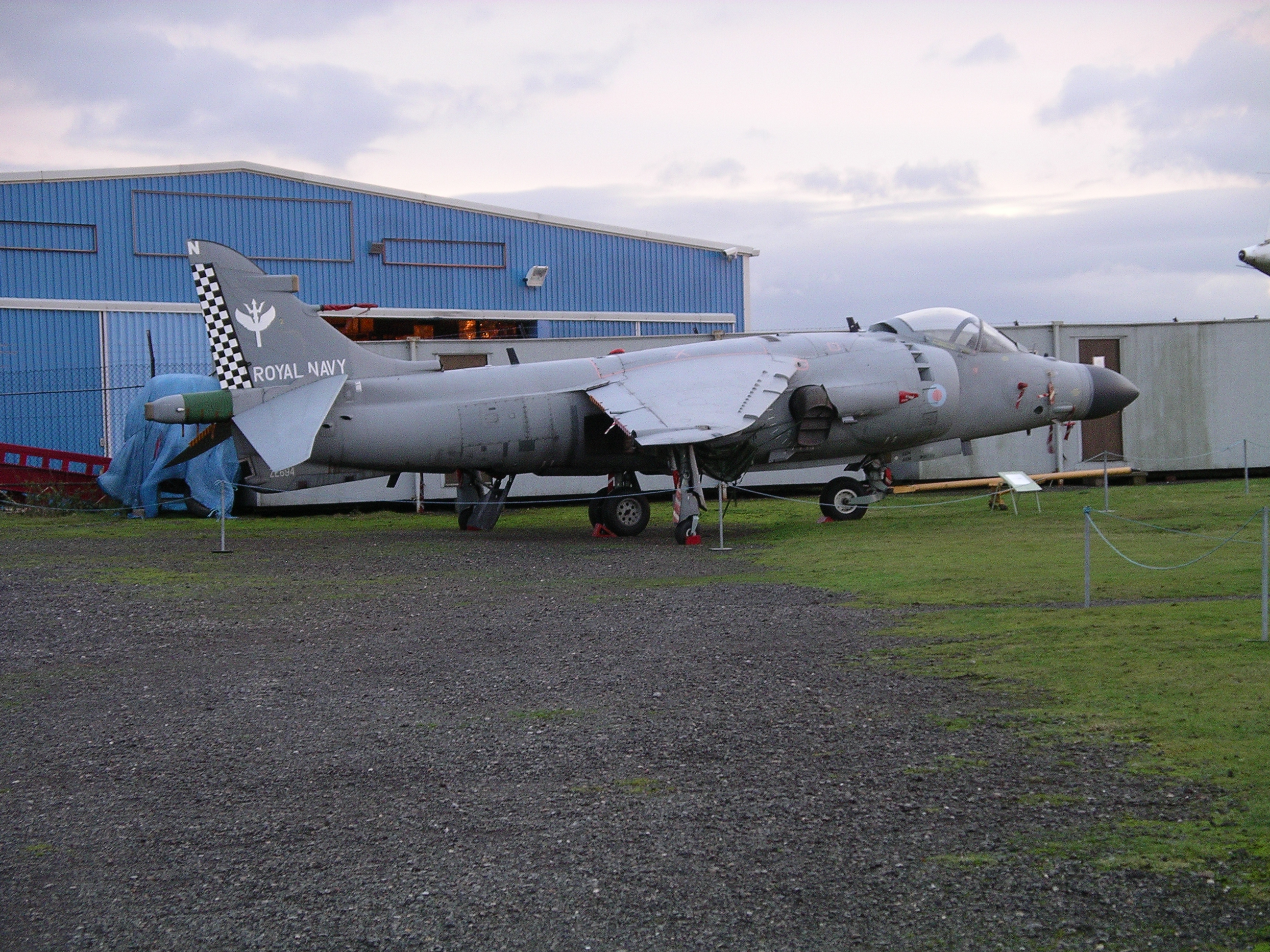
영국의 Midland Air Museum에 전시되어 있는 시해리어 FA2 ZE694

1966년, 개발예정이던 CVA-01급 항공모함이 취소되면서, 영국 해군에서는 고정익 함재기 운용이 중단되었다.
그러나 1970년대 초반, "through deck cruisers"(함미에서 함수까지를 관통한 데크를 갖춘 순양함이란 의미)의 첫 번째 함이 계획되었다. 예산지원의 기회를 증가시키기 위해서, 항공모함이라는 용어의 사용은 피하려고 했다. 이 배들은 점차 인빈서블급 항공모함이 되었다.
약간의 개조를 하여, 스키 점프가 170m 길이의 데크 끝에 추가되었으며, 이로써 V/STOL 제트기의 운용이 가능해졌다.

### 판매계약과 포클랜드 전쟁

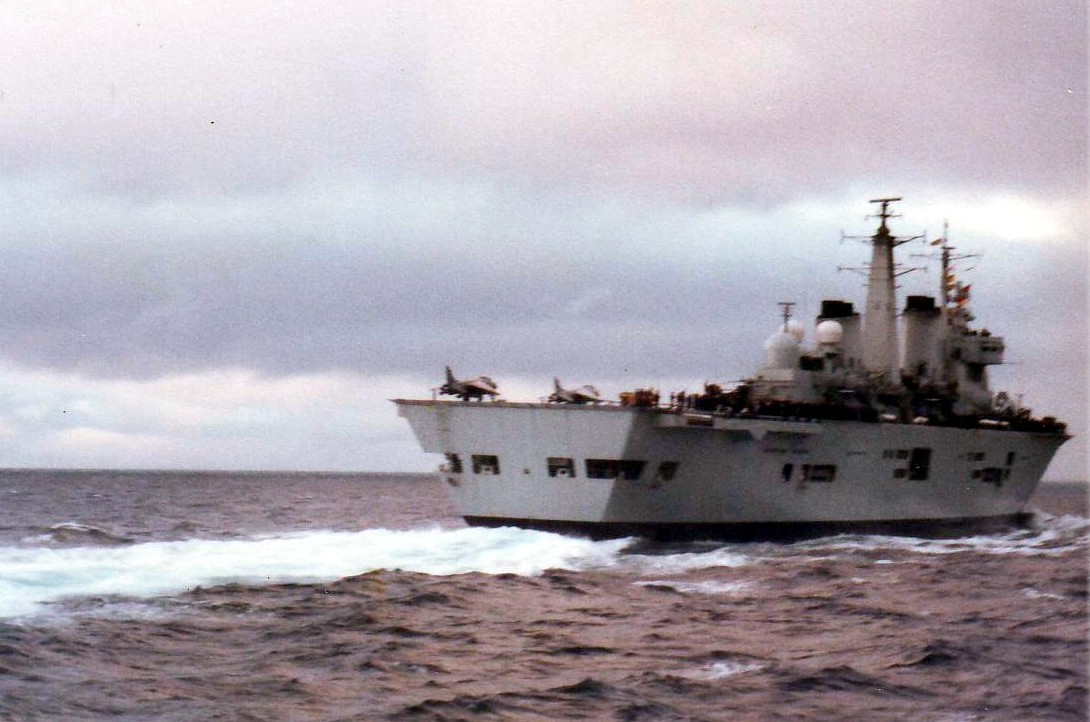

1982년 2월 25일 호주 정부는 인빈서블 항공모함과 다수의 시킹 헬리콥터 및 웨섹스 헬리콥터를 구매하기로 하였다고 발표했다. 판매사실은 국방주에 의해 확인되었다.
인빈서블은 호주 해군에 의해 HMAS 멜버른 HMAS 오스트레일리아으로 되었다.
1982년 4월 2일 아르헨티나가 포클랜드 섬을 침략했다. 1982년 4월 5일 인빈서블 항공모함과 헤르메스 항공모함을 포함한 해군 함대는 포츠머스 해군기지를 떠나 남대서양으로 향했다.
4월 5일, 인빈시블과 헤르메스가 이끄는 태스크포스가 포츠머스 해군기지에서 남대서양으로 출발했다.
4월 20일 영국 전쟁 내각은 포츠머스 섬의 탈환을 명령했다.
인빈시블은 8대의 해리어와 12대의 시킹 헬기를 탑재했다. 이것은 원래 설계상의 한도를 약간 넘어서는 함재기 숫자였다. 비행갑판에 소형 대공포를 설치했다.
6월 1일, 호주 수상 말콤 프레이저는 영국 정부가 원한다면, 매매계약은 취소될 수 있을 것이라고 말했다.
영국은 1982년 6월 20일 모든 적대행위가 종료되었다고 공식적으로 선언했다. 1982년 6월 영국 국방부는 인빈서블의 판매가 취소되었으며, 3대의 항공모함을 보유하게 될 것이라고 말했다.
아르헨티나는 포클랜드 전쟁에서 인빈서블에 데미지를 주었다고 주장했지만, 영국 정부는 공식적으로 부인했다.

## 무기와 비행기

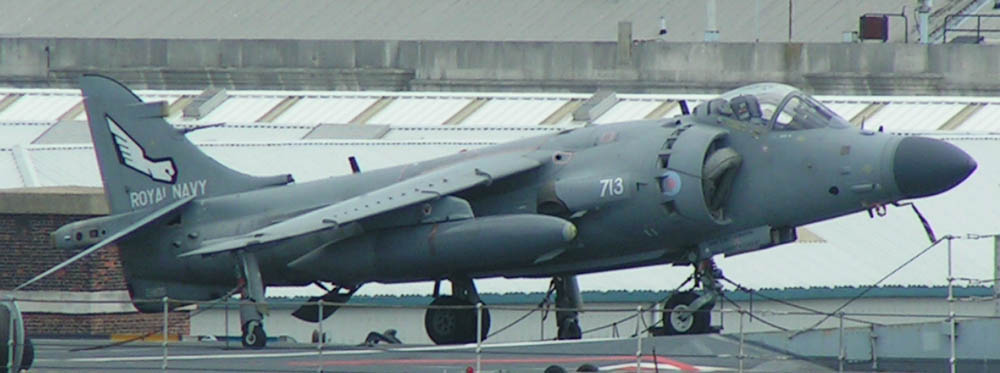

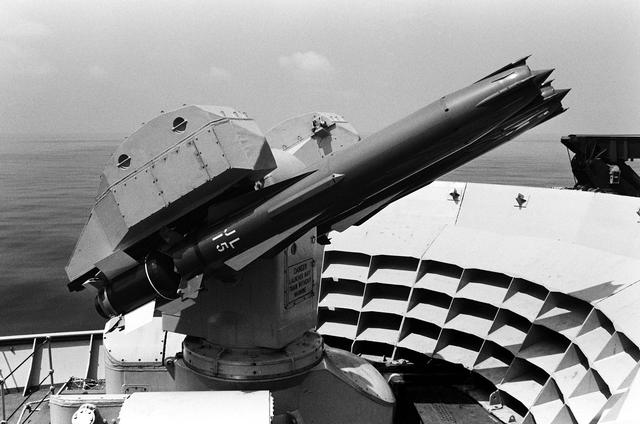

항공모함의 비행 그룹은 9대의 해리어와 12대의 헬리콥터(주로 시킹 헬리콥터인데, 대잠전 또는 공중조기경보를 한다.)로 이루어진다.
항공모함에는 영국 해군 태스크포스를 위한 작전 본부를 제공하기도 한다.
활주로는 170 m 길이이며, 1번함 HMS 인빈서블에는 7도의 스키 점프대가 있으며, 3번함 HMS 아크 로얄에는 12도 경사각의 스키 점프대를 설치했다.

## 제원
- 길이: 689 ft (210 m)
- 폭: 118.1 ft (36 m)
- 높이: 28.9 ft (8.8 m)
- 배수량: 16,970 tons standard; 20,710 tons full load
- 승무원: 선박: 650 명. 비행기: 350 명. 추가로 500명의 해병대 수용가능[6]
- 엔진: 4 x Rolls-Royce Olympus 가스터빈 (COGAG) 100,000 shp (75 MW), 8 Paxman Valenta diesel generators.
- 속도: 최대 28 노트, 순항 18 노트
- 순항거리: 7000 마일

## 동급함정
- HMS 인빈서블
- HMS 일러스트리어스 (R06)
- HMS 아크 로얄

## 독도함과 비교
| 항목        | 독도함                                 | HMS 인빈서블                                            |
| ----------- | -------------------------------------- | ------------------------------------------------------- |
| 국가        | 대한민국                               | 영국                                                    |
| 길이        | 199 m                                  | 209 m                                                   |
| 폭          | 31 m                                   | 35 m                                                    |
| 흘수        | 7 m                                    | 8 m                                                     |
| 배수량      | 18,800 톤(만재) 14,300 톤 (경하)       | 20,700 톤                                               |
| 승조원      | 330여 명                               | 726 명 선박 384 명 비행기                               |
| 속력        | 23 노트(최고) 18 노트(순항)            | 28 노트                                                 |
| 헬기 탑재량 | 10 대                                  | 20대 이상의 해리어 또는 헬기                            |
| 항속거리    | 10,000 마일                            | 7,000 마일                                              |
| 추진기      | CODAD 4기, 2축, 4만 마력               | COGAG 4기, 10만 마력                                    |
| 제작사      | 한진중공업                             | Swan Hunter Vickers Limited Shipbuilding Group          |
| 무장        | RAM 1조,30mm (G/K) 1조, DAGAIE Mk2 1조 | 2 × 20 mm anti-aircraft guns 3 close-in weapons systems |